# Cattleya jenmanii
Cattleya jenmanii é uma espécie epífita unifoliada de folhas com 30 centímetros de comprimento, carnosas, de coloração verde-escura, saíndo do ápice do pseudobulbo oblongo. A inflorescência sai do ápice do pseudobulbo, em espata contendo de duas a três flores. É encontrada em ambiente de mata aberta, com altitude de 1000 metros, na fronteira do Brasil com a Venezuela; as flores, com 10 a 15 centímetros de diâmetro, com forte e agradável aroma, duram 20 dias. Floresce esporadicamente ao longo do ano.